# Puchar Polski w piłce nożnej (2002/2003)
Puchar Polski w piłce nożnej mężczyzn 2002/2003 – 49. edycja rozgrywek mających na celu wyłonienie zdobywcy Pucharu Polski, który uzyskał tym samym prawo gry w rundzie kwalifikacyjnej Pucharu UEFA w sezonie 2003/2004. Odbyły się dwa mecze finałowe, na stadionach obu finalistów.
Tytuł zdobyła Wisła Kraków, dla której był to czwarty tryumf w tych rozgrywkach i drugi z rzędu. W związku z tym, że Wisła została mistrzem Polski, zwolnione miejsce w Pucharze UEFA zajął finalista rozgrywek Wisła Płock.

## Runda wstępna
Do rozgrywek przystąpiły kluby drugoligowe wg stanu z poprzedniego sezonu, z miejsc 13-20. Mecze zostały rozegrane 6 sierpnia 2002.
Jagiellonia Białystok – Odra/Unia Opole 3:0 (Speichler 44' Łatka 61' 73')

ŁKS Łódź – Włókniarz Kietrz 1:0 (Rączka 90'k.)

Hutnik Kraków – Zagłębie Sosnowiec 2:3 (Wiącek 8' Błachacz 55' – Ujek 73' Stach 84'k. Łuczywek 85')

Świt Nowy Dwór Mazowiecki – KS Myszków 1:0 (Zawada 55')

## I runda
Do rozgrywek dołączyły kluby drugoligowe wg stanu z poprzedniego sezonu, z miejsc 1-12, oraz zwycięzcy Pucharu Polski na szczeblu ZPN. Mecze zostały rozegrane 28 sierpnia 2002.
Warmia Grajewo – ŁKS Łódź 1:1, k. 1:4 (Tyszkiewicz 89' – Czpak 18')

Chojniczanka Chojnice – GKS Bełchatów 0:3 (Kukulski 39' 41' Chmiest 89')

Okęcie Warszawa – Tłoki Gorzyce 1:0 (Amaefule 66')

KS Kędzierzyn-Koźle – Szczakowianka Jaworzno 1:5 (Rabanda 40' – Salami 6' Kubisz 25' Wolański 35' Czerwiec 56' Kozubek 86')

Alit Ożarów – Górnik Łęczna 1:0 (Donoch 6'k.)

Galicja Cisna – Ceramika Opoczno 1:5 (Pastuszak 84' – Sawicki 11' Preis 19' Wachowicz 48' 59' Łochowski 82')

Lech/Zryw Zielona Góra – Świt Nowy Dwór Mazowiecki 4:1 (Iwanowski 5' 86' Malinowski 33' Juszkiewicz 52' – Bilski 61')

Pogoń Oleśnica – Zagłębie Sosnowiec 2:3 (Monasterski 76' Samek 83' – Łuczywek 21' Bogacz 34' 43')

Unia Skierniewice – Ruch Radzionków 2:2, k. 5:4 (Agbejule 88' Szymczyk 101' – Wesecki 39' Bosowski 114')

Polonia/Olimpia Elbląg – Arka Gdynia 2:1 (Adam Fedoruk 22' Adrian Fedoruk 87' – Ulanowski 24')

Lewart Lubartów – Jagiellonia Białystok 1:2 (Kucharski 67'k. – Łatka 45' Kobeszko 72')

Jagiellonka Nieszawa – Wisła Płock 0:4 (Maćkiewicz 52' 61' Jakubowski 59' Vilėniškis 90')

Jarota Jarocin – Górnik Polkowice 1:4 (Wiśniewski 2' – Soboń 5' Szostak 62' Salamoński 65' Moskal 82')

Unia Racibórz – Polar Wrocław 1:2 (Derleta 74' – Kruszelnicki 9' Łukasik 88'k.)

Górnik Brzeszcze – Hetman Zamość 0:2 (Gamla 9' Giza 80')

Zorza Dobrzany – Lech Poznań 1:1, k. 1:3 (Ufnowski 24' – Piskuła 42'k.)

## 1/16 finału
Do rozgrywek dołączyły kluby pierwszoligowe wg stanu z poprzedniego sezonu. Mecze zostały rozegrane 11 września 2002.
Wisła Płock – Górnik Zabrze 3:1 dogr. (Maćkiewicz 80' Mikulėnas 94' 114' – Kościuczuk 37')

Lech Poznań – Ruch Chorzów 2:0 (Reiss 4' Matlak 71')

Okęcie Warszawa – Legia Warszawa 0:3 (Yahaya 40' Saganowski 48' Majewski 79')

Lech/Zryw Zielona Góra – RKS Radomsko 0:2 dogr. (Kowalczyk 105' 118')

Hetman Zamość – Śląsk Wrocław 2:0 (Pachelski 56' Rašić 90')

ŁKS Łódź – Pogoń Szczecin 1:3 (Kopaniecki 90' sam. – Stolarz 27k’. Chi Fon 78' Šaranović 89')

Alit Ożarów – Odra Wodzisław Śląski 0:2 (Kłus 56' Sibik 64'k.)

Zagłębie Sosnowiec – Stomil Olsztyn 1:3 (Nowak 89' – Osenkowski 37' Giermasiński 74' Lech 90')

KSZO Ostrowiec Świętokrzyski – Polonia Warszawa 2:1 (Szmuc 32' Pietrasiak 70' – Bykowski 8')

GKS Bełchatów – Amica Wronki 2:3 (Garguła 5' Kolendowicz 17' – Dawidowski 32'k. 52' Król 42')

Unia Skierniewice – Polar Wrocław 3:5 (Świstek 15' Kubiak 27' 90' – Pawlak 34' 37' 60' 79' Ozimina 82')

Zagłębie Lubin – GKS Katowice 4:1 (Grzybowski 26' 83' Lizak 36' Kowalski 67' – Sierka 81')

Polonia/Olimpia Elbląg – Ceramika Opoczno 0:6 (Kaczmarek 6' Feliksiak 14' Łochowski 30' Wachowicz 62' 64' Morawski 73')

Górnik Polkowice – Dyskobolia Grodzisk Wielkopolski 0:1 (Rasiak 3'k.)

Szczakowianka Jaworzno – Wisła Kraków 1:3 (Błasiak 89' – Żurawski 50'k. 62'k. Paweł Brożek 75')

Jagiellonia Białystok – Widzew Łódź 1:2 (Marcinkiewicz 90' – Batata 31' Dymkowski 45')

## 1/8 finału
Mecze zostały rozegrane 30 października 2002.
Wisła Płock – KSZO Ostrowiec Świętokrzyski 1:0 (Jeleń 76')

Legia Warszawa – RKS Radomsko 0:1 (Jóźwiak 67')

Polar Wrocław – Amica Wronki 1:0 (Augustyniak 20'k.)

Wisła Kraków – Dyskobolia Grodzisk Wielkopolski 5:0 (Żurawski 9' 12' Kuźba 35' Stolarczyk 52' Paweł Brożek 88')

Hetman Zamość – Pogoń Szczecin 1:2 dogr. (Albingier 90' – Kosmalski 70' Przybyszewski 107')

Stomil Olsztyn – Odra Wodzisław Śląski 0:1 (Sibik 51')

Widzew Łódź – Zagłębie Lubin 4:2 (Giuliano 8' 43'k. 67'k. Włodarczyk 54' – Szczypkowski 29'k. Moskalewicz 88')

Lech Poznań – Ceramika Opoczno 1:2 (Reiss 17' – Bosacki 13' sam. Feliksiak 53')

## Ćwierćfinały
Pierwsze mecze zostały rozegrane 6 listopada 2002, a rewanże 30 listopada 2002.
Pogoń Szczecin – RKS Radomsko 2:0 (Šaranović 27' Kosmalski 74')

RKS Radomsko – Pogoń Szczecin 3:0 (Kazimierowicz 33' Dopierała 44' 86')

–

Odra Wodzisław Śląski – Wisła Płock 1:0 (Górski 9')

Wisła Płock – Odra Wodzisław Śląski 3:0 (Mikulėnas 22' Vilėniškis 25' Romuzga 90')

–

Widzew Łódź – Polar Wrocław 2:0 (Włodarczyk 40' Grzelak 88')

Polar Wrocław – Widzew Łódź 3:5 (Podstawek 29' Ozimina 33' Żabski 78' – Anđelković 2' Dymkowski 64' 67' 90' Giuliano 75')

–

Ceramika Opoczno – Wisła Kraków 2:2 (Kośmicki 43' Czerbniak 45'k. – Pater 8' Paszulewicz 90')

Wisła Kraków – Ceramika Opoczno 5:0 (Dubicki 49' Cantoro 56' Żurawski 70' Jop 86' Baszczyński 88')

## Półfinały
Pierwsze mecze zostały rozegrane 16 kwietnia 2003, a rewanże 23 kwietnia 2003.
RKS Radomsko – Wisła Płock 0:1 (Jeleń 90')

Wisła Płock – RKS Radomsko 1:1 (Jeleń 66' – Lamch 30')

–

Widzew Łódź – Wisła Kraków 1:2 (Cichon 75' – Frankowski 45' Jop 77')

Wisła Kraków – Widzew Łódź 1:1 (Cantoro 50' – Stasiak 42'k.)

## Finał
| Drużyna 1    | Wynik dwumeczu | Drużyna 2   | Pierwszy mecz | Drugi mecz |
| ------------ | -------------- | ----------- | ------------- | ---------- |
| Wisła Kraków | 3:1            | Wisła Płock | 0:1           | 3:0        |

### Pierwszy mecz
| 7 maja 2003 18:00 | Wisła Kraków | 0:1Raport | Wisła Płock · 20' Jeleń | Stadion Miejski, Kraków Widzów: 4 000 Sędzia: Robert Małek (Zabrze) |
|                   |              |           |                         |                                                                     |

### Rewanż
| 14 maja 2003 18:00 | Wisła Płock | 0:30:1Raport | Wisła Kraków · 27' Żurawski · 59', 60' Kuźba | Stadion Wisły Płock, Płock Widzów: 10 000 Sędzia: Mirosław Ryszka (Warszawa) |
|                    |             |              |                                              |                                                                              |

| Puchar Polski w piłce nożnej 2002/2003 Zwycięzcy |
| ------------------------------------------------ |
| Wisła Kraków 4. Tytuł                            |